# Carlton (Minnesota)
Carlton ist eine Kleinstadt (mit dem Status „City“) und Verwaltungssitz des Carlton County im Osten des US-amerikanischen Bundesstaates Minnesota. Das U.S. Census Bureau hat bei der Volkszählung 2020 eine Einwohnerzahl von 948 ermittelt.

## Geografie
Carlton liegt am Thomson Reservoir und den diesen See durchfließenden Saint Louis River. Die Stadt liegt auf 46°39′50″ nördlicher Breite und 92°25′30″ westlicher Länge und erstreckt sich über 5,88 km².
Benachbarte Orte von Carlton sind Scanlon (5,4 km nördlich) und Cloquet (3,5 km davon in nordwestlicher Richtung), Thomson (am gegenüberliegenden Ufer des Saint Louis River an der östlichen Stadtgrenze), Wrenshall (6,9 km südöstlich), Scotts Corner (7,5 km südlich) und Iverson (8,2 km westlich)
Die nächstgelegenen größeren Städte sind Minneapolis (217 km südsüdwestlich), Minnesotas Hauptstadt Saint Paul (213 km in der gleichen Richtung), Eau Claire in Wisconsin (274 km südsüdöstlich), Duluth am Oberen See (31,7 km nordöstlich), Thunder Bay in Kanada (337 km nordöstlich) und Fargo in North Dakota (373 km westlich).
Die Grenze zu Kanada befindet sich 261 km nördlich.

## Verkehr
Entlang des nordwestlichen Stadtrandes verläuft die Interstate 35, die kürzeste Verbindung von den Twin Cities nach Duluth. Im Stadtzentrum kreuzen die in Nord-Süd-Richtung verlaufende Minnesota State Route 45 und die von West nach Ost führende Minnesota State Routes 210. Alle weiteren Straßen sind untergeordnete und teils unbefestigte Fahrwege sowie innerörtliche Verbindungsstraßen.
In Carlton kreuzen mehrere Eisenbahnlinien der BNSF Railway, der zweitgrößten Eisenbahngesellschaft des Landes.
11,1 km nordwestlich von Carlton befindet sich der Cloquet Carlton County Airport. Der nächstgelegene Großflughafen ist der 224 km südsüdwestlich gelegene Minneapolis-Saint Paul International Airport.

## Demografische Daten
Nach der Volkszählung im Jahr 2010 lebten in Carlton 862 Menschen in 337 Haushalten. Die Bevölkerungsdichte betrug 146,6 Einwohner pro Quadratkilometer. In den 337 Haushalten lebten statistisch je 2,09 Personen.
Ethnisch betrachtet setzte sich die Bevölkerung zusammen aus 92,0 Prozent Weißen, 0,5 Prozent Afroamerikanern, 4,3 Prozent amerikanischen Ureinwohnern, 0,3 Prozent Asiaten sowie 0,5 Prozent aus anderen ethnischen Gruppen; 2,4 Prozent stammten von zwei oder mehr Ethnien ab. Unabhängig von der ethnischen Zugehörigkeit waren 1,5 Prozent der Bevölkerung spanischer oder lateinamerikanischer Abstammung.
18,0 Prozent der Bevölkerung waren unter 18 Jahre alt, 54,3 Prozent waren zwischen 18 und 64 und 27,7 Prozent waren 65 Jahre oder älter. 55,2 Prozent der Bevölkerung war weiblich.

Das mittlere jährliche Einkommen eines Haushalts lag bei 41.442 USD. Das Pro-Kopf-Einkommen betrug 21.908 USD. 11,2 Prozent der Einwohner lebten unterhalb der Armutsgrenze.